# Rebelião de junho
A rebelião de junho de 1832 ou a revolta de Paris de 1832 (em francês:  Insurrection républicaine à Paris en juin 1832), foi uma insurreição anti-monarquista dos republicanos parisienses que durou de 5 a 6 de junho de 1832. 
A rebelião teve origem numa tentativa dos republicanos de reverter o estabelecimento, em 1830, da Monarquia de Julho que colocou no trono Luís Filipe I de França. Aconteceu pouco depois da morte do poderoso apoiante do rei, Presidente do Conselho Casimir Pierre Périer, a 16 de maio de 1832. A 1 de junho de 1832, Jean Maximilien Lamarque, um ex-comandante popular do Exército, que se tornou membro do parlamento francês e criticou a monarquia, morreu de cólera . Os tumultos que se seguiram ao seu funeral provocaram a rebelião. Este foi o último surto de violência ligado à Revolução de Julho de 1830. 
O autor francês Victor Hugo  comemorou a rebelião no seu romance Les Misérables , e aparece em grande parte nos palcos musicais e filmes baseados no livro. 

## Antecedentes
Na Revolução de julho de 1830, a Câmara dos Deputados eleita estabeleceu uma monarquia constitucional e substituiu Carlos X da Câmara de Bourbon por seu primo mais liberal Luís Filipe . Isso irritou os republicanos que viram um rei ser substituído por outro e, em 1832, o sentimento de que a sua revolução, pela qual muitos deles haviam morrido, tinha sido roubada. Contudo, além da 'fúria' ou 'raiva' facilmente provocada da população parisiense (pelas diferenças entre a sua pobreza e as diferenças de renda e de oportunidades da burguesia e da aristocracia), os bonapartistas, por sua vez, lamentavam a perda do império de Napoleão e os legitimistas apoiaram a dinastia Bourbon deposta, procurando colocar o homem que consideravam o verdadeiro rei no poder: neto de Carlos e sucessor designado Henri, conde de Chambord .     

## Causas e catalisadores

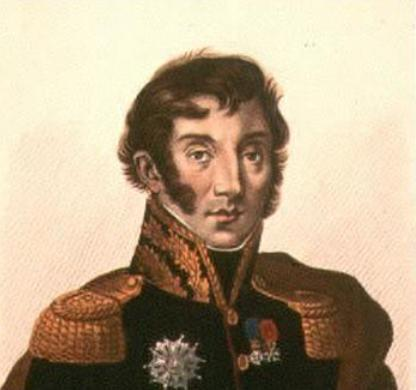
O general Jean Lamarque foi admirado pelos republicanos pela sua derrota dos legitimistas na Vendéia em 1815 e pelo seu apoio aos movimentos republicanos internacionais.

Antes da rebelião, havia problemas económicos significativos, particularmente agudos no período de 1827 a 1832. As falhas na colheita, a escassez de alimentos e o aumento do custo de vida criaram descontentamento em todas as classes. Na primavera de 1832, Paris sofreu um surto generalizado de cólera, que terminou com um número de mortes de 18.402 na cidade e 100.000 em toda a França. Os bairros pobres de Paris foram devastados pela doença, levantando suspeitas de que o governo envenenou poços.:57–58
A epidemia logo reivindicou duas vítimas conhecidas. O primeiro ministro Casimir Perier adoeceu e morreu a 16 de maio, e o herói das guerras napoleónicas e reformador Jean Maximilien Lamarque morreu no 1º de junho. O conservador Perier recebeu um grande funeral estadual . O funeral do popular Lamarque - descrito por Hugo como "amado pelo povo porque aceitou as chances que o futuro oferecia, amado pela multidão porque serviu bem ao imperador" - foi uma oportunidade para demonstrar a força da oposição.:58
A monarquia de Luís Filipe I, que se tornara o governo da classe média, agora era atacada de dois lados opostos ao mesmo tempo.
Antes dessas duas mortes, houve duas rebeliões significativas. Na segunda maior cidade da França, Lyon, uma revolta de trabalhadores conhecida como a revolta de Canut, causada por dificuldades económicas, ocorreu em dezembro de 1831. As tropas foram enviadas depois dos membros da Guarda Nacional local desertarem para o lado dos rebeldes. Em fevereiro de 1832, em Paris, os partidários dos Bourbons - os legitimistas, ou carlistas, como eram chamados pelos seus adversários - tentaram levar a família real ao que seria conhecido como "conspiração da rue des Prouvaires ".
Seguiu-se uma insurreição no coração Bourbon da Vendeia, liderada por Caroline, duquesa de Berry, mãe de Henri, conde de Chambord, o reclamante legitimista do trono como 'Henri V'. A duquesa foi capturada no final de 1832 e encarcerada até 1833. Depois disso, os Legitimistas renunciaram à guerra e recorreram à imprensa como arma.

## Insurreições
Os republicanos eram liderados por sociedades secretas formadas pelos membros mais determinados e ferozes do seu movimento. Esses grupos planeavam provocar distúrbios semelhantes aos que levaram à Revolução de julho de 1830 contra os ministros de Carlos X. A "Sociedade dos Direitos do Homem" foi uma das mais relevantes. Foi organizada como um exército, dividida em secções de vinte membros cada (para fugir da lei que proibia a associação de mais de vinte pessoas), com um presidente e vice-presidente para cada secção.
Os conspiradores republicanos agiram no funeral público do general Lamarque em 5 de junho. Grupos de manifestantes tomaram conta do cortejo e redirecionaram-no para a Praça da Bastilha, onde a revolução começou em 1789.
Os trabalhadores parisienses e a juventude local foram reforçados por refugiados poloneses, italianos e alemães, que haviam fugido para Paris após as repressão às atividades republicanas e nacionalistas nas suas pátrias. Eles reuniram-se em torno do catafalco no qual o corpo repousava. Discursos foram feitos sobre o apoio de Lamarque à liberdade polonesa e italiana, da qual ele havia sido um forte defensor nos meses anteriores à sua morte. Quando uma bandeira vermelha com as palavras La Liberté ou la Mort  ("Liberdade ou Morte") foi levantada, a multidão entrou em desordem e tiros foram trocados com tropas do governo. O marquês de Lafayette, que fez um discurso em louvor a Lamarque, pediu calma, mas o surto espalhou-se.
O levante subsequente colocou os cerca de 3 000 insurgentes no controlo de grande parte dos distritos leste e central de Paris, entre Chatelet, o Arsenal e o Faubourg Saint-Antoine, por uma noite. Ouviram-se gritos de que os manifestantes jantariam no Palácio das Tulherias naquela noite. No entanto, a rebelião não se espalhou mais.
Durante a noite de 5 a 6 de junho, as 20 000 milícias em tempo parcial da Guarda Nacional de Paris foram reforçadas por cerca de 40 000 tropas regulares do exército sob o comando do Conde de Lobau . Essa força ocupou os distritos periféricos da capital.
Os insurgentes fizeram a sua fortaleza no Faubourg Saint-Martin, no centro histórico da cidade. Construíram barricadas nas ruas estreitas em torno da Rue Saint-Martin e da Rue Saint-Denis.
Na manhã de 6 de junho, os últimos rebeldes foram cercados no cruzamento das ruas Saint-Martin e Saint-Merry. A este ponto, Luís Filipe decidiu mostrar-se nas ruas para confirmar que ainda estava no controlo da capital.:60 Voltando a Paris de Saint-Cloud, ele conheceu os seus ministros e generais nas Tulherias e declarou estado de sítio. Depois cavalgou pela área da subida, para receber aplausos das tropas. 
A luta final ocorreu no Cloître Saint-Merry, onde a luta continuou até o início da noite de 6 de junho. O total de baixas na revolta foi cerca de 800. O exército e a guarda nacional tiveram 73 mortos e 344 feridos; no lado insurgente, 93 foram mortos e 291 feridos. As forças da insurreição acabaram.

## Rescaldo
O governo retratou os rebeldes como uma minoria extremista. Luís Filipe havia mostrado mais energia e coragem pessoal do que seu antecessor Bourbon, Carlos X, durante a Revolução de Julho, dois anos antes. Quando o rei apareceu em público, seus apoiantes receberam-no com aplausos. O general Sébastini, ministro das Relações Exteriores, que dirigiu as forças do governo, declarou que os cidadãos locais apanhados nos eventos lhe deram os parabéns: "eles receberam-nos com gritos de Vive le Roi [viva o rei] e Vive la liberté [viva a liberdade], mostrando a sua alegria pelo sucesso que acabámos de obter ". A identificação subsequente dos rebeldes revelou que a maioria (66%) era da classe trabalhadora com uma alta proporção de trabalhadores da construção. A minoria (34%) era de lojistas ou balconistas.:60
Um grande número de armas foi confiscado em batidas, e havia o medo de que a lei militar fosse imposta. O governo, que chegou ao poder em uma revolução, distanciou-se do seu próprio passado revolucionário, retirando de vista a pintura de Delacroix, A Liberdade guiando o povo, encomendada para comemorar os eventos de 1830. Segundo Albert Boime, "após a levante no funeral de Lamarque, em junho de 1832, nunca mais foi exibida abertamente por medo de dar um mau exemplo".
Um jovem pintor, Michel Geoffroy, foi acusado de iniciar a rebelião por agitar a bandeira vermelha. Foi então condenado à morte, mas uma série de recursos legais levou a uma sentença de prisão. O verdadeiro porta-bandeira foi encontrado um mês depois e preso por apenas um mês devido à sua óbvia instabilidade mental. Sete dos 82 julgamentos levaram a outras sentenças de morte, todos comutados para penas de prisão.:61
Os republicanos usaram os julgamentos para obter apoio para a sua causa. Vários rebeldes proferiram discursos republicanos nos seus julgamentos, incluindo Charles Jeanne, um dos líderes da classe trabalhadora, que orgulhosamente defendeu as suas ações. Ele foi condenado e preso e se tornou um mártir republicano. :62 Um panfleto publicado em 1836, comparou a última posição dos republicanos à resistência heróica dos 300 espartanos na Batalha das Termópilas ::14 
 Um republicano é virtude, perseverança; a devoção é personificada ... [ele] é Leonidas morrendo nas Termópilas, à frente dos seus 300 espartanos; ele também é os 72 heróis que defenderam durante 48 horas as aproximações do Cloître Saint-Merry de 60.000 homens e que ... se jogaram em baionetas para obter uma morte gloriosa. 
 O regime de Luís Filipe foi finalmente derrubado na Revolução Francesa de 1848, embora a Segunda República Francesa subsequente tenha durado pouco. Na Revolução de 1848, Friedrich Engels publicou uma retrospectiva na qual analisou os erros táticos que levaram ao fracasso da revolta de 1832 e extraiu lições para a revolta de 1848. O principal défice estratégico, argumentado por ele, foi o fracasso em marchar imediatamente para o centro do poder, o Hôtel de Ville.

## Victor Hugo eLes Misérables

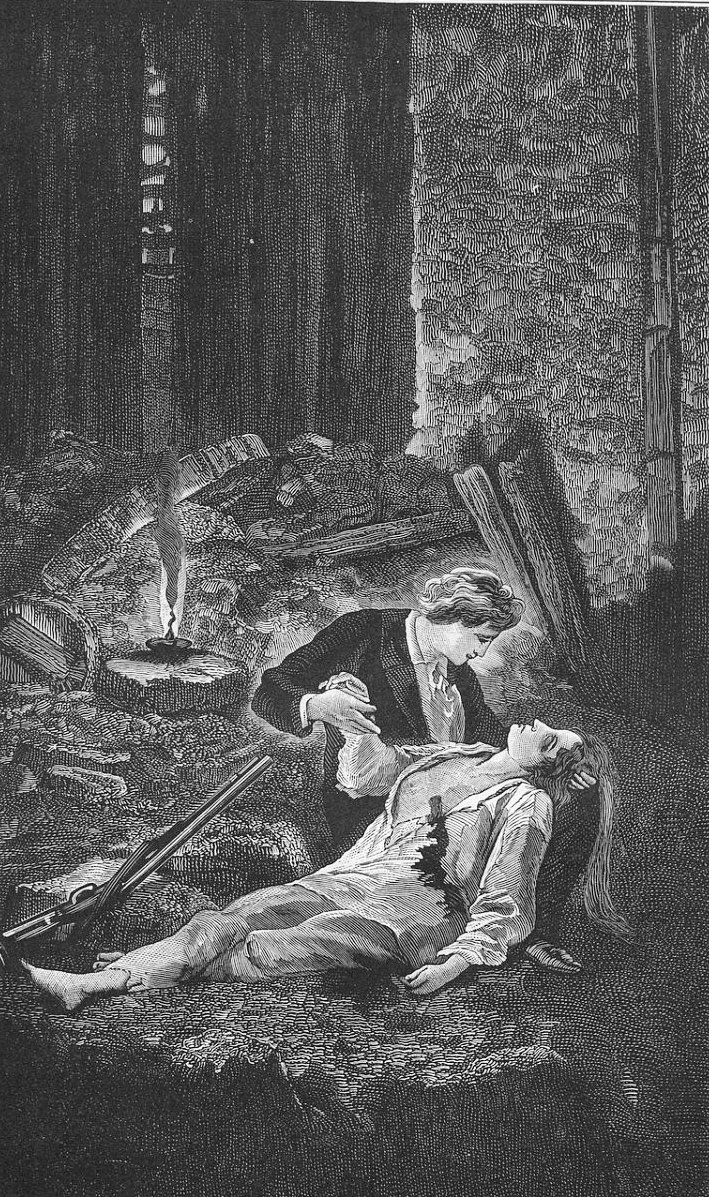
A morte de Éponine durante a rebelião de junho, ilustração nos Les Misérables de Victor Hugo

A 5 de junho de 1832, o jovem Victor Hugo estava a escrever uma peça nos Jardins das Tulherias, quando ouviu o som de tiros na direção de Les Halles . O guarda do parque teve que destrancar o portão dos jardins desertos para deixar Hugo sair. Em vez de correr para casa, ele seguiu os sons pelas ruas vazias, sem saber que metade de Paris já havia caído nas mãos dos insurgentes. Tudo em Les Halles eram barricadas. Hugo seguiu para norte, subindo a rue Montmartre, depois virou à direita na Passage du Saumon (atualmente chamada Passage Ben-Aïad), finalmente na curva antes da rue du Bout du Monde (atualmente chamada rue Saint-Sauveur). Quando ele estava no meio do beco, as grades de cada extremidade foram fechadas com força. Hugo foi cercado por barricadas e encontrou abrigo entre algumas colunas na rua, onde todas as lojas estavam fechadas. Por um quarto de hora, as balas voaram nos dois sentidos.
No seu romance Les Misérables, publicado trinta anos depois em 1862, Hugo descreve o período que levou a essa rebelião e segue as vidas e interações de vários personagens ao longo de um período de vinte anos. O romance começa em 1815, o ano da derrota final de Napoleão Bonaparte e culmina com as batalhas da rebelião de junho de 1832. Como ativista republicano franco, Hugo inquestionavelmente favoreceu os revolucionários, embora em Les Miserables ele tenha escrito sobre Luís Filipe em termos simpáticos, apesar de criticá-lo.
Les Misérables deu renome à relativamente pouco conhecida rebelião de 1832. O romance é uma das poucas obras da literatura que discute essa rebelião de junho e os eventos que a antecederam,  embora muitos que não tenham lido o livro, ou tenham visto alguma adaptação, frequentemente suponham erroneamente, que ele ocorra durante a Revolução Francesa mais conhecida do ano de 1789 ou as Revoluções de 1848.